# Olof Burman
Olof Algot Burman, född 16 februari 1915 i Hietaniemi församling i Norrbottens län, död 8 februari 1987 i Adelsö församling i Stockholms län, var en svensk anstaltschef och nykterhetsman samt den förste förbundsordföranden i IOGT-NTO 1970–1973. Under sitt yrkesliv verkade han som tjänsteman – ofta i ledande ställning – inom den svenska alkoholistvården. Burman var 1974 ledamot av riksdagens alkoholpolitiska utredning.

## Biografi
Olof Burman föddes i Koivukylä och var son till prokuristen Axel Burman samt sonsons son till prosten Erik Burman. Han avlade studentexamen 1938 och påbörjade 1939 studier vid Uppsala universitet.

### Verksamhet inom alhoholistvården
1945 blev Burman direktörsassistent vid den statliga alkoholistanstalten Venngarn. Burman var ombudsman för länsnykterhetsnämnden i Skaraborgs län 1947 och var då hemmahörande i Mariestad. 1949 blev han direktör för Svartsjöanstalten och fyra år senare dito för  Stockholms stads nykterhetsnämnd, en tjänst han stannade på mer än ett decennium. År 1955 avskaffades motboken. Detta ledde till att alkolholskadorna ökade och att den statliga missbrukarvården började byggas ut. Burman tyckte att platsbristen på de statliga anstalterna var ett problem.
Han ansåg att det var möjligt att bota kroniska alkoholmissbrukare med lämpliga terapeutiska medel.

### Engagemang i nykterhetsrörelsen och ledamotskap i alkoholutredning
Åren 1962–1970 var Olof Burman ledamot i Stockholms stads nykterhetsnämnd och åren 1971–1973 var han kanslichef för IOGT-NTO i Stockholm. Även i övrigt var Burman aktiv inom den svenska godtemplarerörelsen. 1965–1970 hade han posten som överstetemplare i IOGT. Han var med i utredningen om den planerade sammanslagningen mellan IOGT och NTO. Vid sammanslagningen 1970 blev han förste ordförande i IOGT-NTO och han var organisationens ordförande fram till 1973.
Burman var ledamot i riksdagens alkoholutredning 1974, där han önskade en 20-procentig minskning av alkoholkonsumtionen i Sverige fram till 1985.